# N-430
La N-430 es una carretera nacional española que atraviesa el país de oeste a este, empezando en la Avda. Ricardo Carapeto de Badajoz en Extremadura y terminando en Valencia en la Comunidad Valenciana. 

## Recorrido
El tramo entre Badajoz y Torrefresneda, pasado Mérida es compartido con la A-5. Desde allí sigue recta hacia el embalse de García de Sola y luego hasta el Puerto de los Carneros, donde entra en Castilla-La Mancha.
La carretera pasa por Puebla de Don Rodrigo dirigiéndose hacia Ciudad Real. Entre Ciudad Real y Daimiel comparte trazado con la N-420, discurriendo paralela a la A-43, y se separa de dicha autovía en Manzanares. Desde allí pasa por La Solana y Ruidera, para dirigirse hacia Albacete pasando por Ossa de Montiel, Munera y Barrax. La variante de Albacete se hace por la A-31. Pasado Almansa, la A-31 gira hacia el sureste, mientras que la N-430 sigue hacia el noreste por la A-35 (autovía Almansa-Játiva).

## Lugares por dónde pasa
En su recorrido pasa por Mérida, Don Benito, Navalvillar de Pela, Casas de Don Pedro, Talarrubias, Puebla de Don Rodrigo, Luciana, Piedrabuena, Ciudad Real, Manzanares, La Solana, Ruidera, Ossa de Montiel, Munera, Albacete y Almansa. Por ser una importante vía de comunicación, gran parte del trazado de la N-430 se ha transformado en la A-43, A-31 y A-35 (Almansa-Játiva). La otra parte del trazado se mantiene en condiciones lamentables e inadecuadas para el tránsito de vehículos de cualquier índole. Esta carretera soporta el tránsito diario de más de 4500 vehículos de los que cerca de 800 son vehículos de gran tonelaje. No en vano es apodada carretera de la muerte ya que en los últimos 10 años se ha cobrado más de 40 víctimas mortales.

## Identificador
Su código indica que se trata de una carretera nacional cuyo inicio está entre las nacionales N-4 y N-5 en un radio de entre 300 y 400 km de Madrid y el que su última cifra sea par indica que se trata de una carretera trasversal.

## Curiosidades
El tramo entre Torrefresneda y el embalse de García de Sola fue construido tras la visita de Eisenhower por una empresa americana, durante el régimen franquista, contando con grandes rectas y siendo la carretera enormemente ancha, al estilo de una "highway" americana. A finales de los 70 esta carretera fue destruida y cortada hasta 7m de anchura para ahorrar en su mantenimiento. Entre Herrera del Duque y Ciudad Real el camino fue asfaltado a finales de los 70, y acondicionado a finales de los 80, así como el tramo entre Ossa de Montiel y Barrax. Hasta el 2005 no se construyó el tramo que une García Sola y el puerto de los Carneros, siendo hasta ese momento la comunicación efectuada a través de lamentables carreteras locales, totalmente inadecuadas al tráfico pesado.
- Datos: Q2266291
- Multimedia: N-430 / Q2266291